# Copa de Competencia El Diario
La Copa de Competencia El Diario, también conocida como Copa El Diario, fue un torneo oficial, organizado entre 1904 y 1910, durante la era amateur, por las distintas asociaciones posteriormente convertidas en la Asociación del Fútbol Argentino. Se disputó por eliminación directa, teniendo cierta similitud con la Copa de Honor, la Copa de Competencia Jockey Club y la Copa de Competencia Adolfo Bullrich, y se jugaba simultáneamente con el campeonato de liga regular, por los equipos participantes de la tercera categoría. 
A partir de 1911, el certamen se empezó a conocer como Copa de Competencia de Segunda División, perdiendo el interés de años anteriores. Finalmente, tras la reunificación del fútbol argentino, realizó su última edición en el año 1927 como competencia de la cuarta categoría.
El equipo con más campeonatos ganados es el equipo de segundo nivel de Racing Club. Además, significó el primer logro obtenido en la historia para Racing, en 1906.

## Ediciones

### Tercera División
| Temporada | Campeón            | Subcampeón             |
| --------- | ------------------ | ---------------------- |
| 1904      | Estudiantes IV     | Instituto Americano II |
| 1905      | Alumni II          | Villa Ballester        |
| 1906      | Gimnasia y Esgrima | Atlanta                |
| 1907      | Racing II          | Estudiantes III        |
| 1908      | Ferro Carril Oeste | Independiente          |
| 1909      | Banfield II        |                        |
| 1910      | Boca Juniors II    |                        |